# Trivial File Transfer Protocol
Trivial File Transfer Protocol (ou apenas TFTP) é um protocolo de transferência de ficheiros, muito simples, semelhante ao FTP. É geralmente utilizado para transferir pequenos ficheiros entre hosts numa rede, tal como quando um terminal remoto ou um cliente inicia o seu funcionamento, a partir do servidor.

## Visão geral do protocolo
Toda a transferência começa com um pedido de leitura ou escrita de um arquivo, que sirva também para pedir uma conexão. Se o servidor conceder o pedido, a conexão está aberta e o arquivo é emitido em blocos fixos do comprimento de 512 bytes. Cada pacote contem um bloco dos dados, e deve ser reconhecido por um pacote do reconhecimento antes que o pacote seguinte possa ser emitido. 
Um pacote dos dados de uma terminação de menos de 512 sinais dos bytes de transferência. Se um pacote começar perdido na rede, o intervalo de parada pretendido da vontade do receptor e pode retransmitir seu último pacote (que pode ser dados ou um reconhecimento), assim fazendo com que o remetente do pacote perdido retransmitir esse pacote perdido.
O remetente tem que manter apenas um pacote na mão para o retransmissor, desde que o reconhecimento da etapa do fechamento garante que todos os pacotes mais antigos foram recebidos. Observe que ambas as máquinas envolvidas em transferência estão consideradas remetentes e receptores. Um emite dados e recebe reconhecimentos, o outro emite reconhecimentos e recebe dados. A maioria de erros causam a terminação da conexão. Um erro é sinalizado emitindo um pacote do erro. Este pacote não é reconhecido, e não retransmitido (isto é, um servidor ou o usuário de TFTP podem terminar após ter emitido uma mensagem de erro), assim que a outra extremidade da conexão não pode começá-la. 
Consequentemente os intervalos de parada estão usados para detectar tal terminação quando o pacote do erro foi perdido. Os erros são causados por três tipos de eventos: o TFTP reconhece somente uma condição de erro, que não causa a terminação, a porta da fonte de um pacote recebido que está incorreto. Neste caso, um pacote do erro é emitido ao anfitrião original. Este protocolo é muito restritivo, a fim de simplificar a execução. Para o exemplo, os blocos fixos do comprimento fazem o alocamento para diante reto, e o reconhecimento da etapa do fechamento fornece o controle de fluxo e elimina a necessidade de requisitar novamente pacotes entrantes dos dados.

## Especificações
- É baseado em UDP (usa a porta 69) ao contrário do FTP que se baseia no TCP (usa a porta 21);
- Não permite listar o conteúdo de directórios;
- Sem mecanismos de autenticação ou encriptação de dados;
- Usado para ler e/ou escrever ficheiros em servidores remotos;
- Suporta e modos diferentes de transferência, a saber, netascii (corresponde ao modo ascii do ftp), octet (corresponde ao binary do ftp) e mail.